# Alseodaphne marlipoensis
Alseodaphne marlipoensis är en lagerväxtart som först beskrevs av Hsi Wen Li, och fick sitt nu gällande namn av Hsi Wen Li. Alseodaphne marlipoensis ingår i släktet Alseodaphne och familjen lagerväxter. Inga underarter finns listade i Catalogue of Life.